# Кшекотово
Кшекотово (пол. Krzekotowo) — село в Польщі, у гміні Домброва Моґіленського повіту Куявсько-Поморського воєводства.
Населення — 300 осіб (2011).
У 1975-1998 роках село належало до Бидгощського воєводства.

## Демографія
Демографічна структура станом на 31 березня 2011 року:
|          | Загалом | Допрацездатний вік | Працездатний вік | Постпрацездатний вік |
| -------- | ------- | ------------------ | ---------------- | -------------------- |
| Чоловіки | 149     | 50                 | 89               | 10                   |
| Жінки    | 151     | 44                 | 80               | 27                   |
| Разом    | 300     | 94                 | 169              | 37                   |